# Supercupa Europei 2012
Supercupa Europei 2012 a fost cea de-a 37-a ediție a Supercupei Europei. A avut loc pe Stade Louis II în Monaco. A fost cea de-a 15-a și ultima care s-a jucat consecutiv pe Stade Louis II deoarece Supercupa Europei 2013 se va juca pe Stadionul Eden în Praga. S-a jucat între Chelsea Londra și Atlético Madrid. Câștigătoare a fost Atlético Madrid.

## Meci

### Detalii
| Chelsea    | 1–4    | Atlético Madrid                 |
| ---------- | ------ | ------------------------------- |
| Cahill 75' | Report | Falcao 6', 19', 45' Miranda 60' |

| P                 | 1  | Petr Čech          |     |     |
| F                 | 2  | Branislav Ivanović | 29' |     |
| F                 | 24 | Gary Cahill        |     |     |
| F                 | 4  | David Luiz         |     |     |
| F                 | 3  | Ashley Cole        |     | 90' |
| M                 | 12 | Mikel John Obi     |     |     |
| M                 | 8  | Frank Lampard (c)  |     |     |
| M                 | 7  | Ramires            |     | 46' |
| M                 | 17 | Eden Hazard        |     |     |
| M                 | 10 | Juan Mata          |     | 81' |
| A                 | 9  | Fernando Torres    |     |     |
| Rezerve:          |    |                    |     |     |
| P                 | 22 | Ross Turnbull      |     |     |
| F                 | 34 | Ryan Bertrand      |     | 90' |
| M                 | 6  | Oriol Romeu        |     |     |
| M                 | 11 | Oscar              |     | 46' |
| M                 | 16 | Raul Meireles      |     |     |
| A                 | 23 | Daniel Sturridge   |     | 81' |
| A                 | 13 | Victor Moses       |     |     |
| Antrenor:         |    |                    |     |     |
| Roberto Di Matteo |    |                    |     |     |

| P             | 13 | Thibaut Courtois   |  |     |
| F             | 20 | Juanfran           |  |     |
| F             | 23 | Miranda            |  |     |
| F             | 2  | Diego Godín        |  |     |
| F             | 3  | Filipe Luís        |  |     |
| M             | 4  | Mario Suárez       |  |     |
| M             | 14 | Gabi (c)           |  |     |
| M             | 7  | Adrián López       |  | 56' |
| M             | 6  | Koke               |  | 81' |
| M             | 10 | Arda Turan         |  |     |
| A             | 9  | Radamel Falcao     |  | 87' |
| Rezerve:      |    |                    |  |     |
| P             | 25 | Sergio Asenjo      |  |     |
| F             | 17 | Sílvio             |  |     |
| F             | 18 | Cata Díaz          |  |     |
| M             | 8  | Raúl García        |  | 81' |
| M             | 21 | Emre Belözoğlu     |  | 87' |
| M             | 11 | Cristian Rodríguez |  | 56' |
| A             | 19 | Diego Costa        |  |     |
| Antrenor:     |    |                    |  |     |
| Diego Simeone |    |                    |  |     |

| Omul meciului: Radamel Falcao (Atlético Madrid) Arbitrii asistenți: Primož Arhar (Slovenia) Matej Žunič (Slovenia) Arbitrul de rezervă: Bojan Ul (Slovenia) Arbitru asistent suplimentar: Matej Jug (Slovenia) Slavko Vinčić (Slovenia) | Regulile meciului - 90 minute. - 30 minute de prelungiri dacă este necesar. - Lovituri de departajare dacă scorul este egal. - Șapte rezerve desemnate. - Maxim trei schimbări. |

### Statistică
|                   | Chelsea | Atlético Madrid |
| ----------------- | ------- | --------------- |
| Goluri marcate    | 0       | 3               |
| Total șuturi      | 5       | 11              |
| Șuturi pe poartă  | 4       | 7               |
| Apărate           | 4       | 4               |
| Posesia mingii    | 58%     | 42%             |
| Cornere           | 1       | 1               |
| Faulturi comise   | 5       | 9               |
| Ofsaiduri         | 1       | 2               |
| Cartonașe galbene | 1       | 0               |
| Cartonașe roșii   | 0       | 0               |

|                   | Chelsea | Atlético Madrid |
| ----------------- | ------- | --------------- |
| Goluri marcate    | 1       | 1               |
| Total șuturi      | 7       | 7               |
| Șuturi pe poartă  | 3       | 5               |
| Apărate           | 4       | 2               |
| Posesia mingii    | 56%     | 44%             |
| Cornere           | 2       | 5               |
| Faulturi comise   | 8       | 9               |
| Ofsaiduri         | 0       | 0               |
| Cartonașe galbene | 0       | 0               |
| Cartonașe roșii   | 0       | 0               |

|                   | Chelsea | Atlético Madrid |
| ----------------- | ------- | --------------- |
| Goluri marcate    | 1       | 4               |
| Total șuturi      | 12      | 18              |
| Șuturi pe poartă  | 7       | 12              |
| Apărate           | 8       | 6               |
| Posesia mingii    | 57%     | 43%             |
| Cornere           | 3       | 6               |
| Faulturi comise   | 13      | 18              |
| Ofsaiduri         | 1       | 2               |
| Cartonașe galbene | 1       | 0               |
| Cartonașe roșii   | 0       | 0               |